# Yellow Submarine (film)
Yellow Submarine, noto anche come The Beatles: Yellow Submarine, è un film d'animazione del 1968 diretto da George Dunning.
Con protagonisti i Beatles il film è basato sull'omonimo brano musicale del 1966 realizzato dagli stessi Beatles e che presenta nel video musicale scene del film; con l'uscita del film è stato pubblicato un omonimo album nel 1969.
I Beatles erano inizialmente stati coinvolti per doppiare loro stessi. Tuttavia, a parte aver composto alcuni brani delle loro canzoni per il film, l'unica partecipazione dei veri Beatles è stata nella scena finale del film; le voci delle loro controparti animate sono state doppiate da doppiatori.

## Trama
Il paese di Pepelandia (Pepperland) è una terra paradisiaca e meravigliosa che si trova in fondo all'oceano, dove regnano la musica, i colori, i fiori, l'allegria e, soprattutto, l'amore. Tutto ciò fino a quando si scatena l'orda dei Biechi Blu (Blue Meanies), mostri umanoidi blu con stivali alti, che pietrificano tutti gli abitanti e opprimono Pepelandia con la forza delle armi, rendendo il paese grigio, silenzioso e triste. Stando a quanto detto dal loro capo, i Biechi Blu sembrano essere responsabili anche del crollo di Pompei. L'unico che si salva è il capitano Fred, che, sfuggito ai Biechi Blu, prende il suo sommergibile giallo e va a Liverpool, dove incontra i Beatles e chiede loro aiuto perché liberino Pepelandia dalla tristezza.
Dal porto di Liverpool incomincia per i Fab Four un'incredibile avventura tra terre e isole lunari e psichedeliche e strane creature, attraversando ben 7 mari (il Mare del Tempo, il Mare della Scienza, il Mare dei Mostri, il Mare del Niente, il Mare delle Teste, il Mare dei Buchi e il Mare Verde). Attraversato quest'ultimo, i Beatles e il Giovane Fred sbarcano a Pepelandia, dove incomincia la sfida finale contro il capo dei Biechi Blu, che viene sconfitto anche con l'aiuto di un bizzarro individuo arci-dotto e clownesco, l'uomo inesistente (Jeremy Hilary Boob, Ph.D. - Nowhere Man, Geremia nell'edizione italiana) che riesce infine, grazie alle canzoni del gruppo, a diventare qualcuno.
I Beatles invitano i Biechi ad unirsi a loro e vivere insieme, così i Biechi comprendono la magia della musica che prima disprezzavano, conoscendo così l'amore e l'amicizia. Il potere della musica passa così attraverso agli altri mari fino a raggiungere la terra, portando una nuova armonia di amore e amicizia in tutto il mondo. Guerre, tristezza e conflitti cessano, una nuova era di pace inizia. Pepelandia è di nuovo libera, e per festeggiare la liberazione i Beatles fanno un concerto insieme ai Biechi Blu, il cui capo è diventato grande amico di Geremia.

## Produzione
Lo stile e la grafica del film - di cui fu art director l'illustratore e designer tedesco Heinz Edelmann - contrastano decisamente con quelli più noti all'epoca, in particolare con lo stile della Disney e di altri prodotti hollywoodiani. Il film utilizza un tipo di animazione molto lontana dal realismo, dipingendo paesaggi psichedelici in cui si mischiano surrealismo e pop art.
George Dunning, che aveva già lavorato alla serie dei cartoni animati sui Beatles, fu il supervisore principale del film, sovrintendendo a oltre 200 artisti per 11 mesi. Dunning ha diretto personalmente la sequenza di Lucy in the Sky with Diamonds.

## Colonna sonora
Dopo l'uscita del film è stato realizzato nel 1969 un omonimo album contenente diversi brani dei Beatles utilizzati come colonna sonora del film, tra cui:
- Yellow Submarine
- Hey Bulldog
- Eleanor Rigby
- Love You To
- All Together Now
- Lucy in the Sky with Diamonds
- Think for Yourself
- Sgt. Pepper's Lonely Hearts Club Band
- With a Little Help from My Friends
- Baby You're a Rich Man
- Only a Northern Song
- All You Need Is Love/Baby You're a Rich Man
- When I'm Sixty-Four
- Nowhere Man
- It's All Too Much

Oltre ai brani dei Beatles, nella colonna sonora sono incluse varie composizioni strumentali di George Martin, incise sull'album omonimo.

## Distribuzione
La pellicola venne distribuita dalla United Artists in due differenti versioni: quella per il mercato europeo comprendeva la sequenza musicale Hey Bulldog, mentre quella per gli Stati Uniti utilizzava al suo posto una scena alternativa più breve.

### Data di uscita
Le date di uscita internazionali sono state:
- 17 luglio 1968 nel Regno Unito
- 2 agosto in Irlanda
- 12 settembre in Svezia (Gul, gul, gul är vår undervattningsbåt)
- 30 settembre in Svizzera (Locarno Film Festival)
- 13 novembre negli Stati Uniti
- 2 dicembre in Brasile (Submarino Amarelo)
- 12 dicembre in Australia
- 13 dicembre in Norvegia
- 19 dicembre nei Paesi Bassi e in Germania Ovest
- 20 dicembre in Danimarca (Den gule undervandsbåd)
- 5 febbraio 1969 in Francia
- 4 aprile in Finlandia (Keltainen sukellusvene)
- 29 aprile in Venezuela
- 15 maggio a Hong Kong
- 30 maggio in Italia
- 22 luglio Giappone (Bītoruzu Ierōsabumarin)
- 22 dicembre 1969 (Barcellona) / 27 febbraio 1970 (Madrid) in Spagna (El submarino amarillo)
- 27 febbraio 1970 in Polonia (Żółta łódź podwodna)
- 22 maggio in Indonesia
- 10 luglio in Cina
- 15 luglio in Portogallo (O Submarino Amarelo)
- 20 agosto in Ungheria (A sárga tengeralattjáró)
- 23 giugno 1971 in Tagikistan

### Edizione italiana
In Italia il lungometraggio fu proiettato nei cinema il 30 maggio 1969. Le locandine del film riportavano il titolo: Yellow Submarine (Il sottomarino giallo). Il doppiaggio italiano venne eseguito dalla C.D.C. Successivamente fu trasmesso per la prima volta sul Secondo Programma RAI il giorno di Capodanno 1972, nella rubrica del sabato sera  Mille e una sera, dedicata al cinema d'animazione d'autore.

### Edizioni home video
Il film venne pubblicato per la prima volta in home video nel 1987 dalla MGM. Tuttavia la pellicola fu proposta, con delusione del pubblico europeo, nella versione statunitense priva del brano musicale Hey Bulldog. Nel 1999 il film venne restaurato da MGM e Apple, che lo distribuirono in VHS e per la prima volta in DVD, ripristinando la versione europea con la sequenza di Hey Bulldog. La stessa versione è stata nuovamente utilizzata per l'uscita in DVD e Blu-ray del 2012.

## Accoglienza

### Critica
Il film venne acclamato dalla critica dell'epoca e ancora oggi riceve recensioni positive. Sull'aggregatore di recensioni Rotten Tomatoes il film ha una percentuale di gradimento del 97% basato su 59 recensione, con un voto medio di 7.9 su 10.

#### Reazione dei membri della band

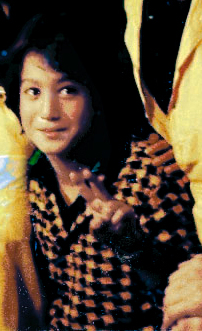
Sean Lennon, il secondo figlio di John

George Harrison, riteneva che il cartone animato "sarebbe certamente piaciuto ai bambini di 4 o 5 anni di età, e anche ad alcuni adulti che vogliono ascoltare di nuovo la musica dei Beatles". Il batterista della band, Ringo Starr, è stato particolarmente toccato dal cartone animato. Ma si era lamentato di come avevano disegnato il naso del suo personaggio, sentiva inoltre che il muso non era abbastanza lungo e continuava a chiedere al regista se si poteva modificare, ma era troppo tardi per apportare modifiche e rimase invariato. Il batterista in seguito dichiarò che "era qualcosa di incredibilmente innovativo". Nel primo anno dopo l'uscita di Yellow Submarine, i bambini si avvicinavano a lui chiedendogli "perché ha premuto il pulsante" (nel film, il personaggio di Ringo preme accidentalmente un pulsante mentre si trovava su una barca, e poi viene catapultato fuori dal sottomarino).
John Lennon e Paul McCartney espressero successivamente il loro rammarico per non essere stati coinvolti attivamente alla produzione del film. Lo stesso Lennon disse in un'intervista del 1980 di apprezzarlo molto, definendolo il migliore tra quelli girati dalla band e sottolineando che piacesse anche a suo figlio Sean.

## Remake
Nell'agosto 2009, Variety ha rivelato che la Walt Disney Pictures e il regista Robert Zemeckis stavano comprando il film per produrne un remake animato in CGI. La motion capture doveva essere utilizzato, come nei precedenti film d'animazione di Zemeckis Polar Express (2004), Monster House (2006), La leggenda di Beowulf (2007) e A Christmas Carol (2009). Variety ha anche indicato che la Disney spera di rilasciare il film in tempo per le Olimpiadi estive del 2012 a Londra. Disney e Apple Corps hanno annunciato ufficialmente il remake l'11 settembre 2009 al D23. Il comico Peter Serafinowicz venne scelto per doppiare Paul, Dean Lennox Kelly come John, Cary Elwes come George, Adam Campbell come Ringo e David Tennant era in trattative per dare la voce al capo dei Biechi Blu. La tribute band dei Beatles, con sede in California, The Fab Four venne scelta per eseguire le animazioni in performance capture per i Beatles in versione animata.
Nel maggio 2010, la Disney chiuse lo studio cinematografico digitale di Zemeckis, la ImageMovers Digital, dopo il flop di A Christmas Carol (2009). Il 14 marzo 2011, la Disney abbandonò il progetto, citando i disastrosi risultati nel weekend di apertura di Milo su Marte (2011) di Simon Wells. Anche le critiche verso la tecnologia motion-capture furono uno dei motivi dell'abbandono. Dopo la cancellazione da parte della Disney, Zemeckis cercò di proporre il progetto ad altri studi. A dicembre 2012, Zemeckis espresse di aver perso interesse nel progetto, affermando: «Sarebbe stato grandioso riportare in vita i Beatles. Ma probabilmente è meglio non rifarlo: sei sempre in difficoltà quando fai un remake».
Nel 2021, alcuni storyboard e animazioni incomplete del remake emersero online, rivelando che il film avrebbe potenzialmente utilizzato le colonne sonore dell'originale e avrebbe persino replicato alcune scene. Una delle differenze più notevoli è stata una sequenza durante l'introduzione di Ringo in cui stava per essere tentato da una sirena presumibilmente creata dai Biechi Blu.

## Curiosità
- Nel doppiaggio italiano ci sono diversi cambiamenti nei dialoghi. Ecco alcuni esempi:
  - Nel doppiaggio originale, nella scena dove si rompe il motore del sottomarino, John dice che dovrebbero chiamare il soccorso stradale, ma Ringo dice che non sono soci. Mentre nel doppiaggio italiano, Ringo dice che non possono chiamare il soccorso stradale perché non sono soci dell'ACI.
  - Nel doppiaggio originale, quando i Beatles raggiungono il Mare dei Buchi, George dice che sono nel Mare dei Buchi, John dice che sembra Blackburn, e Geremia dice che i buchi potrebbero riempire l'Albert Hall (citazione ad A Day in the Life). Mentre nel doppiaggio italiano, George dice che sembra Bucarest, John dice che per lui è Trapani, e Geremia dice con accento meridionale che i buchi potrebbero riempire il Foro Romano.
  - Nella scena dove il capo dei Biechi blu chiede chi ha inventato la musica, nel doppiaggio originale un bieco dice prima Rimskij-Korsakov e poi Guy Lombardo. Invece, nel doppiaggio italiano, il bieco prima dice Rimskij-Korsakov e poi Lelio Luttazzi.